# Masdevallia akemiana
Masdevallia akemiana är en orkidéart som beskrevs av Willibald Königer och Sijm. Masdevallia akemiana ingår i släktet Masdevallia och familjen orkidéer.
Artens utbredningsområde är Colombia. Inga underarter finns listade i Catalogue of Life.